# Janos Bergou
János Bergou (Budapest, 22 de marzo de 1947) es un físico y académico húngaro. Se desempeña como profesor en el Hunter College de Nueva York.

## Biografía
Obtuvo una maestría en ciencias (1970) y su doctorado summa cum laude en Física Teórica (1975) por la Universidad Eötvös Loránd de Budapest. De la Academia de Ciencias de Hungría, recibió su habilitación (CSc) en 1982 y un doctorado en ciencias (DSc) en 1994.
En 2009, se le concedió el estatus de Miembro de la Sociedad Estadounidense de Física, después de que fueron nominados por su División de Ciencia Láser en 2009, por "un trabajo sobresaliente en óptica cuántica e información cuántica, en Trabajo particular sobre la teoría de los láseres de emisión correlacionada, el efecto de las estadísticas de bombeo sobre la naturaleza del campo electromagnético producido en láseres y micromasers, y sobre la discriminación de estados cuánticos".